# Scogliera Red Dike
La scogliera Red Dike è una scogliera situata nella regione centro-occidentale della Dipendenza di Ross, nell'Antartide orientale. In particolare la scogliera, che arriva a circa 600 m s.l.m., si trova a sud del ghiacciaio Trepidation, sul lato orientale del ghiacciaio Skelton, e si distingue per un dicco costituito da roccia magmatica che si staglia su uno sfondo nero di sedimenti intrusi.

## Storia
La scogliera è stata mappata e così battezzata nel 1957 dai membri del reparto neozelandese della Spedizione Fuchs-Hillary, condotta dal 1956 al 1958. Il nome significa, in inglese, "dicco rosso".